# 中国社会保障
《中国社会保障》创刊于1994年，是中国大陆社会学类月刊，编辑部位于北京市。
《中国社会保障》在2018年被中华人民共和国国家新闻出版广电总局新闻报刊司评为2017年全国“百强报刊”。